# Đại dịch COVID-19 tại Ấn Độ
Đại dịch COVID-19 ở Ấn Độ là một phần của đại dịch toàn cầu của bệnh virus corona 2019 (COVID-19) do virus corona gây hội chứng hô hấp cấp nặng 2 (SARS-CoV-2) gây ra. Trường hợp COVID-19 đầu tiên ở Ấn Độ, có nguồn gốc từ Trung Quốc, được báo cáo vào ngày 30 tháng 1 năm 2020. Tính đến hết ngày 13 tháng 4 năm 2024, Ấn Độ có số ca nhiễm COVID-19 được báo cáo cao nhất châu Á và xếp thứ 2 thế giới sau Hoa Kỳ với hơn 45 triệu ca nhiễm COVID-19 được báo cáo và hơn 533,000 trường hợp tử vong. Maharashtra là bang có số ca nhiễm lớn nhất với hơn 2 triệu ca. Số ca nhiễm mỗi ngày đạt đỉnh điểm vào giữa tháng 9 năm 2020 ở Ấn Độ với hơn 90.000 ca được báo cáo mỗi ngày và kể từ đó giảm xuống, còn dưới 15.000 vào tháng 1 năm 2021. Ngày 30 tháng 4 năm 2021 ghi nhận số ca nhiễm nhiều nhất trong ngày ở 1 quốc gia với số lượng ghi nhận hơn 402.000 trường hợp dương tính.
Tính đến 12 tháng Bảy năm 2020, Ấn Độ có hơn 877.000 ca, xếp 3 thế giới, các tâm dịch là Maharashtra hơn 254.000 ca, Tamil Nadu 138470 ca, Delhi hơn 112.000 ca, các thành phố nhiều ca: Delhi, Mumbai: gần 92.000 ca, Pune hơn 37.000 ca, Thane gần 60000 ca (Maharashtra), Chennai gần 75.000 ca, Ahmedabad (Gujarat) hơn 23.000 ca, Bengaluru hơn 18.000 ca, Kolkata hơn 9.100 ca... Đến sáng 25 tháng 4 năm 2021, Ấn Độ đã có gần 17 triệu ca nhiễm, trong đó bang Maharashtra gần 4,23 triệu ca (Pune hơn 786.000 ca, Mumbai hơn 622.000 ca,...), Kerala gần 1,4 triệu ca, Karnataka hơn 1,3 triệu ca (Bengaluru gần 633.000 ca,...), Tamil Nadu gần 1,1 triệu ca (Chennai hơn 305.000 ca,...), Uttar Pradesh gần 1,1 triệu ca, Andhra Pradesh và Delhi mỗi nơi đều trên 1 triệu ca. Có 192.311 trường hợp tử vong tính đến ngày 25 tháng 4 năm 2021. Tính đến ngày 31 tháng 12 năm 2023, Ấn Độ có hơn 45 triệu ca, xếp thứ hai thế giới.

## Mốc thời gian
| COVID-19 tại Ấn Độ () Tử vong Hồi phục Đang điều trị 20202021Thg 1Thg 2Thg 3Thg 4Thg 5Thg 6Thg 7Thg 8Thg 9Thg 10Thg 11Thg 12Thg 1Thg 2Thg 3Thg 4Thg 5Thg 6Thg 7Thg 815 ngày gần nhất15 ngày gần nhất | COVID-19 tại Ấn Độ () Tử vong Hồi phục Đang điều trị 20202021Thg 1Thg 2Thg 3Thg 4Thg 5Thg 6Thg 7Thg 8Thg 9Thg 10Thg 11Thg 12Thg 1Thg 2Thg 3Thg 4Thg 5Thg 6Thg 7Thg 815 ngày gần nhất15 ngày gần nhất | COVID-19 tại Ấn Độ () Tử vong Hồi phục Đang điều trị 20202021Thg 1Thg 2Thg 3Thg 4Thg 5Thg 6Thg 7Thg 8Thg 9Thg 10Thg 11Thg 12Thg 1Thg 2Thg 3Thg 4Thg 5Thg 6Thg 7Thg 815 ngày gần nhất15 ngày gần nhất | COVID-19 tại Ấn Độ () Tử vong Hồi phục Đang điều trị 20202021Thg 1Thg 2Thg 3Thg 4Thg 5Thg 6Thg 7Thg 8Thg 9Thg 10Thg 11Thg 12Thg 1Thg 2Thg 3Thg 4Thg 5Thg 6Thg 7Thg 815 ngày gần nhất15 ngày gần nhất | COVID-19 tại Ấn Độ () Tử vong Hồi phục Đang điều trị 20202021Thg 1Thg 2Thg 3Thg 4Thg 5Thg 6Thg 7Thg 8Thg 9Thg 10Thg 11Thg 12Thg 1Thg 2Thg 3Thg 4Thg 5Thg 6Thg 7Thg 815 ngày gần nhất15 ngày gần nhất |
| --- | --- | --- | --- | --- |
| Ngày | Ngày | | Ca nhiễm | Số ca tử vong |
| 2020-01-30 | 2020-01-30 | | 1(n.a.) | 0(n.a.) |
| ⋮ | ⋮ | | 1(=) | |
| 2020-02-02 | 2020-02-02 | | 2(+100%) | 0(n.a.) |
| 2020-02-03 | 2020-02-03 | | 3(+50%) | 0(n.a.) |
| ⋮ | ⋮ | | 3(=) | |
| 2020-02-21 | 2020-02-21 | | 3(=) | 0(n.a.) |
| ⋮ | ⋮ | | 3(=) | |
| 2020-03-02 | 2020-03-02 | | 5(+67%) | 0(n.a.) |
| 2020-03-03 | 2020-03-03 | | 6(+20%) | 0(n.a.) |
| 2020-03-04 | 2020-03-04 | | 28(+367%) | 0(n.a.) |
| 2020-03-05 | 2020-03-05 | | 30(+7,1%) | 0(n.a.) |
| 2020-03-06 | 2020-03-06 | | 31(+3,3%) | 0(n.a.) |
| 2020-03-07 | 2020-03-07 | | 34(+9,7%) | 0(n.a.) |
| 2020-03-08 | 2020-03-08 | | 39(+15%) | 0(n.a.) |
| 2020-03-09 | 2020-03-09 | | 44(+13%) | 0(n.a.) |
| 2020-03-10 | 2020-03-10 | | 50(+14%) | 0(n.a.) |
| 2020-03-11 | 2020-03-11 | | 60(+20%) | 0(n.a.) |
| 2020-03-12 | 2020-03-12 | | 74(+23%) | 1(n.a.) |
| 2020-03-13 | 2020-03-13 | | 81(+9,5%) | 2(+100%) |
| 2020-03-14 | 2020-03-14 | | 84(+3,7%) | 2(=) |
| 2020-03-15 | 2020-03-15 | | 110(+31%) | 2(=) |
| 2020-03-16 | 2020-03-16 | | 114(+3,6%) | 2(=) |
| 2020-03-17 | 2020-03-17 | | 137(+20%) | 3(+50%) |
| 2020-03-18 | 2020-03-18 | | 151(+10%) | 3(=) |
| 2020-03-19 | 2020-03-19 | | 173(+15%) | 4(+33%) |
| 2020-03-20 | 2020-03-20 | | 223(+29%) | 4(=) |
| 2020-03-21 | 2020-03-21 | | 315(+41%) | 4(=) |
| 2020-03-22 | 2020-03-22 | | 360(+14%) | 7(+75%) |
| 2020-03-23 | 2020-03-23 | | 468(+30%) | 9(+29%) |
| 2020-03-24 | 2020-03-24 | | 519(+11%) | 10(+11%) |
| 2020-03-25 | 2020-03-25 | | 606(+17%) | 10(=) |
| 2020-03-26 | 2020-03-26 | | 694(+15%) | 16(+60%) |
| 2020-03-27 | 2020-03-27 | | 834(+20%) | 19(+19%) |
| 2020-03-28 | 2020-03-28 | | 918(+10%) | 19(=) |
| 2020-03-29 | 2020-03-29 | | 1.024(+12%) | 27(+42%) |
| 2020-03-30 | 2020-03-30 | | 1.251(+22%) | 32(+19%) |
| 2020-03-31 | 2020-03-31 | | 1.397(+12%) | 35(+9,4%) |
| 2020-04-01 | 2020-04-01 | | 1.834(+31%) | 41(+17%) |
| 2020-04-02 | 2020-04-02 | | 2.069(+13%) | 53(+29%) |
| 2020-04-03 | 2020-04-03 | | 2.547(+23%) | 62(+17%) |
| 2020-04-04 | 2020-04-04 | | 3.072(+21%) | 75(+21%) |
| 2020-04-05 | 2020-04-05 | | 3.577(+16%) | 83(+11%) |
| 2020-04-06 | 2020-04-06 | | 4.281(+20%) | 111(+34%) |
| 2020-04-07 | 2020-04-07 | | 4.789(+12%) | 124(+12%) |
| 2020-04-08 | 2020-04-08 | | 5.274(+10%) | 149(+20%) |
| 2020-04-09 | 2020-04-09 | | 5.865(+11%) | 169(+13%) |
| 2020-04-10 | 2020-04-10 | | 6.761(+15%) | 206(+22%) |
| 2020-04-11 | 2020-04-11 | | 7.529(+11%) | 242(+17%) |
| 2020-04-12 | 2020-04-12 | | 8.447(+12%) | 273(+13%) |
| 2020-04-13 | 2020-04-13 | | 9.352(+11%) | 324(+19%) |
| 2020-04-14 | 2020-04-14 | | 10.815(+16%) | 353(+9%) |
| 2020-04-15 | 2020-04-15 | | 11.933(+10%) | 392(+11%) |
| 2020-04-16 | 2020-04-16 | | 12.759(+6,9%) | 420(+7,1%) |
| 2020-04-17 | 2020-04-17 | | 13.835(+8,4%) | 452(+7,6%) |
| 2020-04-18 | 2020-04-18 | | 14.792(+6,9%) | 488(+8%) |
| 2020-04-19 | 2020-04-19 | | 16.116(+9%) | 519(+6,4%) |
| 2020-04-20 | 2020-04-20 | | 17.656(+9,6%) | 559(+7,7%) |
| 2020-04-21 | 2020-04-21 | | 18.985(+7,5%) | 603(+7,9%) |
| 2020-04-22 | 2020-04-22 | | 20.471(+7,8%) | 652(+8,1%) |
| 2020-04-23 | 2020-04-23 | | 21.700(+6%) | 686(+5,2%) |
| 2020-04-24 | 2020-04-24 | | 23.452(+8,1%) | 723(+5,4%) |
| 2020-04-25 | 2020-04-25 | | 24.942(+6,4%) | 779(+7,7%) |
| 2020-04-26 | 2020-04-26 | | 26.917(+7,9%) | 826(+6%) |
| 2020-04-27 | 2020-04-27 | | 28.380(+5,4%) | 886(+7,3%) |
| 2020-04-28 | 2020-04-28 | | 29.974(+5,6%) | 937(+5,8%) |
| 2020-04-29 | 2020-04-29 | | 31.787(+6%) | 1.008(+7,6%) |
| 2020-04-30 | 2020-04-30 | | 33.610(+5,7%) | 1.075(+6,6%) |
| 2020-05-01 | 2020-05-01 | | 35.365(+5,2%) | 1.152(+7,2%) |
| 2020-05-02 | 2020-05-02 | | 37.776(+6,8%) | 1.223(+6,2%) |
| 2020-05-03 | 2020-05-03 | | 40.263(+6,6%) | 1.306(+6,8%) |
| 2020-05-04 | 2020-05-04 | | 42.836(+6,4%) | 1.389(+6,4%) |
| 2020-05-05 | 2020-05-05 | | 46.711(+9%) | 1.583(+14%) |
| 2020-05-06 | 2020-05-06 | | 49.391(+5,7%) | 1.694(+7%) |
| 2020-05-07 | 2020-05-07 | | 52.952(+7,2%) | 1.783(+5,3%) |
| 2020-05-08 | 2020-05-08 | | 56.342(+6,4%) | 1.886(+5,8%) |
| 2020-05-09 | 2020-05-09 | | 59.662(+5,9%) | 1.981(+5%) |
| 2020-05-10 | 2020-05-10 | | 62.939(+5,5%) | 2.109(+6,5%) |
| 2020-05-11 | 2020-05-11 | | 67.152(+6,7%) | 2.206(+4,6%) |
| 2020-05-12 | 2020-05-12 | | 70.756(+5,4%) | 2.293(+3,9%) |
| 2020-05-13 | 2020-05-13 | | 74.281(+5%) | 2.415(+5,3%) |
| 2020-05-14 | 2020-05-14 | | 78.003(+5%) | 2.549(+5,5%) |
| 2020-05-15 | 2020-05-15 | | 81.970(+5,1%) | 2.649(+3,9%) |
| 2020-05-16 | 2020-05-16 | | 85.940(+4,8%) | 2.752(+3,9%) |
| 2020-05-17 | 2020-05-17 | | 90.927(+5,8%) | 2.872(+4,4%) |
| 2020-05-18 | 2020-05-18 | | 96.169(+5,8%) | 3.029(+5,5%) |
| 2020-05-19 | 2020-05-19 | | 101.139(+5,2%) | 3.163(+4,4%) |
| 2020-05-20 | 2020-05-20 | | 106.750(+5,5%) | 3.303(+4,4%) |
| 2020-05-21 | 2020-05-21 | | 112.359(+5,3%) | 3.435(+4%) |
| 2020-05-22 | 2020-05-22 | | 118.447(+5,4%) | 3.583(+4,3%) |
| 2020-05-23 | 2020-05-23 | | 125.101(+5,6%) | 3.720(+3,8%) |
| 2020-05-24 | 2020-05-24 | | 131.868(+5,4%) | 3.867(+4%) |
| 2020-05-25 | 2020-05-25 | | 138.845(+5,3%) | 4.021(+4%) |
| 2020-05-26 | 2020-05-26 | | 145.380(+4,7%) | 4.167(+3,6%) |
| 2020-05-27 | 2020-05-27 | | 151.767(+4,4%) | 4.337(+4,1%) |
| 2020-05-28 | 2020-05-28 | | 158.333(+4,3%) | 4.531(+4,5%) |
| 2020-05-29 | 2020-05-29 | | 165.799(+4,7%) | 4.706(+3,9%) |
| 2020-05-30 | 2020-05-30 | | 173.763(+4,8%) | 4.971(+5,6%) |
| 2020-05-31 | 2020-05-31 | | 182.143(+4,8%) | 5.164(+3,9%) |
| 2020-06-01 | 2020-06-01 | | 190.535(+4,6%) | 5.394(+4,5%) |
| 2020-06-02 | 2020-06-02 | | 198.706(+4,3%) | 5.598(+3,8%) |
| 2020-06-03 | 2020-06-03 | | 207.615(+4,5%) | 5.815(+3,9%) |
| 2020-06-04 | 2020-06-04 | | 216.919(+4,5%) | 6.075(+4,5%) |
| 2020-06-05 | 2020-06-05 | | 226.770(+4,5%) | 6.348(+4,5%) |
| 2020-06-06 | 2020-06-06 | | 236.657(+4,4%) | 6.642(+4,6%) |
| 2020-06-07 | 2020-06-07 | | 246.628(+4,2%) | 6.929(+4,3%) |
| 2020-06-08 | 2020-06-08 | | 256.611(+4%) | 7.200(+3,9%) |
| 2020-06-09 | 2020-06-09 | | 266.598(+3,9%) | 7.471(+3,8%) |
| 2020-06-10 | 2020-06-10 | | 276.583(+3,7%) | 7.745(+3,7%) |
| 2020-06-11 | 2020-06-11 | | 286.579(+3,6%) | 8.102(+4,6%) |
| 2020-06-12 | 2020-06-12 | | 297.535(+3,8%) | 8.498(+4,9%) |
| 2020-06-13 | 2020-06-13 | | 308.993(+3,9%) | 8.884(+4,5%) |
| 2020-06-14 | 2020-06-14 | | 320.922(+3,9%) | 9.195(+3,5%) |
| 2020-06-15 | 2020-06-15 | | 332.424(+3,6%) | 9.520(+3,5%) |
| 2020-06-16 | 2020-06-16 | | 343.091(+3,2%) | 9.900(+4%) |
| 2020-06-17 | 2020-06-17 | | 354.065(+3,2%) | 11.903(+20%) |
| 2020-06-18 | 2020-06-18 | | 366.946(+3,6%) | 12.237(+2,8%) |
| 2020-06-19 | 2020-06-19 | | 380.532(+3,7%) | 12.573(+2,7%) |
| 2020-06-20 | 2020-06-20 | | 395.048(+3,8%) | 12.948(+3%) |
| 2020-06-21 | 2020-06-21 | | 410.461(+3,9%) | 13.254(+2,4%) |
| 2020-06-22 | 2020-06-22 | | 425.282(+3,6%) | 13.699(+3,4%) |
| 2020-06-23 | 2020-06-23 | | 440.215(+3,5%) | 14.011(+2,3%) |
| 2020-06-24 | 2020-06-24 | | 456.183(+3,6%) | 14.476(+3,3%) |
| 2020-06-25 | 2020-06-25 | | 473.105(+3,7%) | 14.894(+2,9%) |
| 2020-06-26 | 2020-06-26 | | 490.401(+3,7%) | 15.301(+2,7%) |
| 2020-06-27 | 2020-06-27 | | 508.953(+3,8%) | 15.685(+2,5%) |
| 2020-06-28 | 2020-06-28 | | 528.859(+3,9%) | 16.095(+2,6%) |
| 2020-06-29 | 2020-06-29 | | 548.318(+3,7%) | 16.475(+2,4%) |
| 2020-06-30 | 2020-06-30 | | 566.840(+3,4%) | 16.893(+2,5%) |
| 2020-07-01 | 2020-07-01 | | 585.493(+3,3%) | 17.400(+3%) |
| 2020-07-02 | 2020-07-02 | | 604.641(+3,3%) | 17.834(+2,5%) |
| 2020-07-03 | 2020-07-03 | | 625.544(+3,5%) | 18.213(+2,1%) |
| 2020-07-04 | 2020-07-04 | | 648.315(+3,6%) | 18.655(+2,4%) |
| 2020-07-05 | 2020-07-05 | | 673.165(+3,8%) | 19.268(+3,3%) |
| 2020-07-06 | 2020-07-06 | | 697.413(+3,6%) | 19.693(+2,2%) |
| 2020-07-07 | 2020-07-07 | | 719.665(+3,2%) | 20.160(+2,4%) |
| 2020-07-08 | 2020-07-08 | | 742.417(+3,2%) | 20.642(+2,4%) |
| 2020-07-09 | 2020-07-09 | | 767.296(+3,4%) | 21.129(+2,4%) |
| 2020-07-10 | 2020-07-10 | | 793.802(+3,5%) | 21.604(+2,2%) |
| 2020-07-11 | 2020-07-11 | | 820.916(+3,4%) | 22.123(+2,4%) |
| 2020-07-12 | 2020-07-12 | | 849.553(+3,5%) | 22.674(+2,5%) |
| 2020-07-13 | 2020-07-13 | | 878.254(+3,4%) | 23.174(+2,2%) |
| 2020-07-14 | 2020-07-14 | | 906.752(+3,2%) | 23.727(+2,4%) |
| 2020-07-15 | 2020-07-15 | | 936.181(+3,2%) | 24.309(+2,5%) |
| 2020-07-16 | 2020-07-16 | | 968.876(+3,5%) | 24.915(+2,5%) |
| 2020-07-17 | 2020-07-17 | | 1.003.832(+3,6%) | 25.602(+2,8%) |
| 2020-07-18 | 2020-07-18 | | 1.038.716(+3,5%) | 26.273(+2,6%) |
| 2020-07-19 | 2020-07-19 | | 1.077.618(+3,7%) | 26.816(+2,1%) |
| 2020-07-20 | 2020-07-20 | | 1.118.043(+3,8%) | 27.497(+2,5%) |
| 2020-07-21 | 2020-07-21 | | 1.155.191(+3,3%) | 28.084(+2,1%) |
| 2020-07-22 | 2020-07-22 | | 1.192.915(+3,3%) | 28.732(+2,3%) |
| 2020-07-23 | 2020-07-23 | | 1.238.635(+3,8%) | 29.861(+3.9%) |
| 2020-07-24 | 2020-07-24 | | 1.287.945(+4%) | 30.601(+2,5%) |
| 2020-07-25 | 2020-07-25 | | 1.336.861(+3,8%) | 31.358(+2,5%) |
| 2020-07-26 | 2020-07-26 | | 1.385.522(+3,6%) | 32.063(+2,2%) |
| 2020-07-27 | 2020-07-27 | | 1.435.453(+3,6%) | 32.771(+2,2%) |
| 2020-07-28 | 2020-07-28 | | 1.483.156(+3,3%) | 33.425(+2%) |
| 2020-07-29 | 2020-07-29 | | 1.531.669(+3,3%) | 34.193(+2,3%) |
| 2020-07-30 | 2020-07-30 | | 1.583.792(+3,4%) | 34.968(+2,3%) |
| 2020-07-31 | 2020-07-31 | | 1.638.870(+3,5%) | 35.747(+2,2%) |
| 2020-08-01 | 2020-08-01 | | 1.695.988(+3,5%) | 36.511(+2,1%) |
| 2020-08-02 | 2020-08-02 | | 1.750.723(+3,2%) | 37.364(+2,3%) |
| 2020-08-03 | 2020-08-03 | | 1.803.695(+3%) | 38.135(+2,1%) |
| 2020-08-04 | 2020-08-04 | | 1.855.745(+2,9%) | 38.938(+2,1%) |
| 2020-08-05 | 2020-08-05 | | 1.908.254(+2,8%) | 39.795(+2,2%) |
| 2020-08-06 | 2020-08-06 | | 1.964.536(+2,9%) | 40.699(+2,3%) |
| 2020-08-07 | 2020-08-07 | | 2.027.074(+3,2%) | 41.585(+2,2%) |
| 2020-08-08 | 2020-08-08 | | 2.088.611(+3%) | 42.518(+2,2%) |
| 2020-08-09 | 2020-08-09 | | 2.153.010(+3,1%) | 43.379(+2%) |
| 2020-08-10 | 2020-08-10 | | 2.215.074(+2,9%) | 44.386(+2,3%) |
| 2020-08-11 | 2020-08-11 | | 2.268.675(+2,4%) | 45.257(+2%) |
| 2020-08-12 | 2020-08-12 | | 2.329.638(+2,7%) | 46.091(+1,8%) |
| 2020-08-13 | 2020-08-13 | | 2.396.637(+2,9%) | 47.033(+2%) |
| 2020-08-14 | 2020-08-14 | | 2.461.190(+2,7%) | 48.040(+2,1%) |
| 2020-08-15 | 2020-08-15 | | 2.526.192(+2,6%) | 49.036(+2,1%) |
| 2020-08-16 | 2020-08-16 | | 2.589.682(+2,5%) | 49.980(+1,9%) |
| 2020-08-17 | 2020-08-17 | | 2.647.663(+2,2%) | 50.921(+1,9%) |
| 2020-08-18 | 2020-08-18 | | 2.702.742(+2,1%) | 51.797(+1,7%) |
| 2020-08-19 | 2020-08-19 | | 2.767.273(+2,4%) | 52.889(+2,1%) |
| 2020-08-20 | 2020-08-20 | | 2.836.925(+2,5%) | 53.866(+1,8%) |
| 2020-08-21 | 2020-08-21 | | 2.905.823(+2,4%) | 54.849(+1,8%) |
| 2020-08-22 | 2020-08-22 | | 2.975.701(+2,4%) | 55.794(+1,7%) |
| 2020-08-23 | 2020-08-23 | | 3.044.940(+2,3%) | 56.706(+1,6%) |
| 2020-08-24 | 2020-08-24 | | 3.106.348(+2%) | 57.542(+1,5%) |
| 2020-08-25 | 2020-08-25 | | 3.167.323(+2%) | 58.390(+1,5%) |
| 2020-08-26 | 2020-08-26 | | 3.234.474(+2,1%) | 59.449(+1,8%) |
| 2020-08-27 | 2020-08-27 | | 3.310.234(+2,3%) | 60.472(+1,7%) |
| 2020-08-28 | 2020-08-28 | | 3.387.500(+2,3%) | 61.529(+1,7%) |
| 2020-08-29 | 2020-08-29 | | 3.463.972(+2,3%) | 62.550(+1,7%) |
| 2020-08-30 | 2020-08-30 | | 3.542.733(+2,3%) | 63.498(+1,5%) |
| 2020-08-31 | 2020-08-31 | | 3.621.245(+2,2%) | 64.469(+1,5%) |
| 2020-09-01 | 2020-09-01 | | 3.691.166(+1,9%) | 65.288(+1,3%) |
| 2020-09-02 | 2020-09-02 | | 3.769.523(+2,1%) | 66.333(+1,6%) |
| 2020-09-03 | 2020-09-03 | | 3.853.406(+2,2%) | 67.376(+1,6%) |
| 2020-09-04 | 2020-09-04 | | 3.936.747(+2,2%) | 68.472(+1,6%) |
| 2020-09-05 | 2020-09-05 | | 4.023.179(+2,2%) | 69.561(+1,6%) |
| 2020-09-06 | 2020-09-06 | | 4.113.811(+2,3%) | 70.626(+1,5%) |
| 2020-09-07 | 2020-09-07 | | 4.204.613(+2,2%) | 71.642(+1,4%) |
| 2020-09-08 | 2020-09-08 | | 4.280.422(+1,8%) | 72.775(+1,6%) |
| 2020-09-09 | 2020-09-09 | | 4.370.128(+2,1%) | 73.890(+1,5%) |
| 2020-09-10 | 2020-09-10 | | 4.465.863(+2,2%) | 75.062(+1,6%) |
| 2020-09-11 | 2020-09-11 | | 4.562.414(+2,2%) | 76.271(+1,6%) |
| 2020-09-12 | 2020-09-12 | | 4.659.984(+2,1%) | 77.472(+1,6%) |
| 2020-09-13 | 2020-09-13 | | 4.754.356(+2%) | 78.586(+1,4%) |
| 2020-09-14 | 2020-09-14 | | 4.846.427(+1,9%) | 79.722(+1,4%) |
| 2020-09-15 | 2020-09-15 | | 4.930.236(+1,7%) | 80.776(+1,3%) |
| 2020-09-16 | 2020-09-16 | | 5.020.359(+1,8%) | 82.066(+1,6%) |
| 2020-09-17 | 2020-09-17 | | 5.118.253(+1,9%) | 83.198(+1,4%) |
| 2020-09-18 | 2020-09-18 | | 5.214.677(+1,9%) | 84.372(+1,4%) |
| 2020-09-19 | 2020-09-19 | | 5.308.014(+1,8%) | 85.619(+1,5%) |
| 2020-09-20 | 2020-09-20 | | 5.400.619(+1,7%) | 86.752(+1,3%) |
| 2020-09-21 | 2020-09-21 | | 5.487.580(+1,6%) | 87.882(+1,3%) |
| 2020-09-22 | 2020-09-22 | | 5.562.663(+1,4%) | 88.935(+1,2%) |
| 2020-09-23 | 2020-09-23 | | 5.646.010(+1,5%) | 90.020(+1,2%) |
| 2020-09-24 | 2020-09-24 | | 5.732.518(+1,5%) | 91.149(+1,3%) |
| 2020-09-25 | 2020-09-25 | | 5.818.570(+1,5%) | 92.290(+1,3%) |
| 2020-09-26 | 2020-09-26 | | 5.903.932(+1,5%) | 93.379(+1,2%) |
| 2020-09-27 | 2020-09-27 | | 5.992.532(+1,5%) | 94.503(+1,2%) |
| 2020-09-28 | 2020-09-28 | | 6.074.702(+1,4%) | 95.542(+1,1%) |
| 2020-09-29 | 2020-09-29 | | 6.145.291(+1,2%) | 96.318(+0,81%) |
| 2020-09-30 | 2020-09-30 | | 6.225.763(+1,3%) | 97.497(+1,2%) |
| 2020-10-01 | 2020-10-01 | | 6.312.584(+1,4%) | 98.678(+1,2%) |
| 2020-10-02 | 2020-10-02 | | 6.394.068(+1,3%) | 99.773(+1,1%) |
| 2020-10-03 | 2020-10-03 | | 6.473.544(+1,2%) | 100.842(+1,1%) |
| 2020-10-04 | 2020-10-04 | | 6.549.373(+1,2%) | 101.782(+0,93%) |
| 2020-10-05 | 2020-10-05 | | 6.623.815(+1,1%) | 102.685(+0,89%) |
| 2020-10-06 | 2020-10-06 | | 6.685.082(+0,92%) | 103.569(+0,86%) |
| 2020-10-07 | 2020-10-07 | | 6.757.131(+1,1%) | 104.555(+0,95%) |
| 2020-10-08 | 2020-10-08 | | 6.835.655(+1,2%) | 105.526(+0,93%) |
| 2020-10-09 | 2020-10-09 | | 6.906.151(+1%) | 106.490(+0,91%) |
| 2020-10-10 | 2020-10-10 | | 6.979.423(+1,1%) | 107.416(+0,87%) |
| 2020-10-11 | 2020-10-11 | | 7.053.806(+1,1%) | 108.334(+0,85%) |
| 2020-10-12 | 2020-10-12 | | 7.120.538(+0,95%) | 109.150(+0,75%) |
| 2020-10-13 | 2020-10-13 | | 7.175.880(+0,78%) | 109.856(+0,65%) |
| 2020-10-14 | 2020-10-14 | | 7.239.389(+0,89%) | 110.586(+0,66%) |
| 2020-10-15 | 2020-10-15 | | 7.307.097(+0,94%) | 111.266(+0,61%) |
| 2020-10-16 | 2020-10-16 | | 7.370.468(+0,87%) | 112.161(+0,8%) |
| 2020-10-17 | 2020-10-17 | | 7.432.680(+0,84%) | 112.998(+0,75%) |
| 2020-10-18 | 2020-10-18 | | 7.494.551(+0,83%) | 114.031(+0,91%) |
| 2020-10-19 | 2020-10-19 | | 7.550.273(+0,74%) | 114.610(+0,51%) |
| 2020-10-20 | 2020-10-20 | | 7.597.063(+0,62%) | 115.197(+0,51%) |
| 2020-10-21 | 2020-10-21 | | 7.651.107(+0,71%) | 115.914(+0,62%) |
| 2020-10-22 | 2020-10-22 | | 7.706.946(+0,73%) | 116.616(+0,61%) |
| 2020-10-23 | 2020-10-23 | | 7.761.312(+0,71%) | 117.306(+0,59%) |
| 2020-10-24 | 2020-10-24 | | 7.814.682(+0,69%) | 117.956(+0,55%) |
| 2020-10-25 | 2020-10-25 | | 7.864.811(+0,64%) | 118.534(+0,49%) |
| 2020-10-26 | 2020-10-26 | | 7.909.959(+0,57%) | 119.014(+0,4%) |
| 2020-10-27 | 2020-10-27 | | 7.946.429(+0,46%) | 119.502(+0,41%) |
| 2020-10-28 | 2020-10-28 | | 7.990.322(+0,55%) | 120.010(+0,43%) |
| 2020-10-29 | 2020-10-29 | | 8.040.203(+0,62%) | 120.527(+0,43%) |
| 2020-10-30 | 2020-10-30 | | 8.088.851(+0,61%) | 121.090(+0,47%) |
| 2020-10-31 | 2020-10-31 | | 8.137.119(+0,6%) | 121.641(+0,46%) |
| 2020-11-01 | 2020-11-01 | | 8.184.082(+0,58%) | 122.111(+0,39%) |
| 2020-11-02 | 2020-11-02 | | 8.229.313(+0,55%) | 122.607(+0,41%) |
| 2020-11-03 | 2020-11-03 | | 8.267.623(+0,47%) | 123.097(+0,4%) |
| 2020-11-04 | 2020-11-04 | | 8.313.876(+0,56%) | 123.611(+0,42%) |
| 2020-11-05 | 2020-11-05 | | 8.364.086(+0,6%) | 124.315(+0,57%) |
| 2020-11-06 | 2020-11-06 | | 8.411.724(+0,57%) | 124.985(+0,54%) |
| 2020-11-07 | 2020-11-07 | | 8.462.080(+0,6%) | 125.562(+0,46%) |
| 2020-11-08 | 2020-11-08 | | 8.507.754(+0,54%) | 126.121(+0,45%) |
| 2020-11-09 | 2020-11-09 | | 8.553.657(+0,54%) | 126.611(+0,39%) |
| 2020-11-10 | 2020-11-10 | | 8.591.730(+0,45%) | 127.059(+0,35%) |
| 2020-11-11 | 2020-11-11 | | 8.636.011(+0,52%) | 127.571(+0,4%) |
| 2020-11-12 | 2020-11-12 | | 8.683.916(+0,55%) | 128.121(+0,43%) |
| 2020-11-13 | 2020-11-13 | | 8.728.795(+0,52%) | 128.668(+0,43%) |
| 2020-11-14 | 2020-11-14 | | 8.773.479(+0,51%) | 129.188(+0,4%) |
| 2020-11-15 | 2020-11-15 | | 8.814.579(+0,47%) | 129.635(+0,35%) |
| 2020-11-16 | 2020-11-16 | | 8.845.127(+0,35%) | 130.070(+0,34%) |
| 2020-11-17 | 2020-11-17 | | 8.874.290(+0,33%) | 130.519(+0,35%) |
| 2020-11-18 | 2020-11-18 | | 8.912.907(+0,44%) | 130.993(+0,36%) |
| 2020-11-19 | 2020-11-19 | | 8.958.483(+0,51%) | 131.578(+0,45%) |
| 2020-11-20 | 2020-11-20 | | 9.004.365(+0,51%) | 132.162(+0,44%) |
| 2020-11-21 | 2020-11-21 | | 9.050.597(+0,51%) | 132.726(+0,43%) |
| 2020-11-22 | 2020-11-22 | | 9.095.806(+0,5%) | 133.227(+0,38%) |
| 2020-11-23 | 2020-11-23 | | 9.139.865(+0,48%) | 133.738(+0,38%) |
| 2020-11-24 | 2020-11-24 | | 9.177.840(+0,42%) | 134.218(+0,36%) |
| 2020-11-25 | 2020-11-25 | | 9.222.216(+0,48%) | 134.699(+0,36%) |
| 2020-11-26 | 2020-11-26 | | 9.266.705(+0,48%) | 135.223(+0,39%) |
| 2020-11-27 | 2020-11-27 | | 9.309.787(+0,46%) | 135.715(+0,36%) |
| 2020-11-28 | 2020-11-28 | | 9.351.109(+0,44%) | 136.200(+0,36%) |
| 2020-11-29 | 2020-11-29 | | 9.392.919(+0,45%) | 136.696(+0,36%) |
| 2020-11-30 | 2020-11-30 | | 9.431.691(+0,41%) | 137.139(+0,32%) |
| 2020-12-01 | 2020-12-01 | | 9.462.809(+0,33%) | 137.621(+0,35%) |
| 2020-12-02 | 2020-12-02 | | 9.499.413(+0,39%) | 138.122(+0,36%) |
| 2020-12-03 | 2020-12-03 | | 9.534.964(+0,37%) | 138.648(+0,38%) |
| 2020-12-04 | 2020-12-04 | | 9.571.559(+0,38%) | 139.188(+0,39%) |
| 2020-12-05 | 2020-12-05 | | 9.608.211(+0,38%) | 139.700(+0,37%) |
| 2020-12-06 | 2020-12-06 | | 9.644.222(+0,37%) | 140.182(+0,35%) |
| 2020-12-07 | 2020-12-07 | | 9.677.203(+0,34%) | 140.573(+0,28%) |
| 2020-12-08 | 2020-12-08 | | 9.703.770(+0,27%) | 140.958(+0,27%) |
| 2020-12-09 | 2020-12-09 | | 9.735.850(+0,33%) | 141.360(+0,29%) |
| 2020-12-10 | 2020-12-10 | | 9.767.371(+0,32%) | 141.772(+0,29%) |
| 2020-12-11 | 2020-12-11 | | 9.796.769(+0,3%) | 142.186(+0,29%) |
| 2020-12-12 | 2020-12-12 | | 9.826.775(+0,31%) | 142.628(+0,31%) |
| 2020-12-13 | 2020-12-13 | | 9.857.029(+0,31%) | 143.019(+0,27%) |
| 2020-12-14 | 2020-12-14 | | 9.884.100(+0,27%) | 143.355(+0,23%) |
| 2020-12-15 | 2020-12-15 | | 9.906.165(+0,22%) | 143.709(+0,25%) |
| 2020-12-16 | 2020-12-16 | | 9.932.547(+0,27%) | 144.096(+0,27%) |
| 2020-12-17 | 2020-12-17 | | 9.956.557(+0,24%) | 144.451(+0,25%) |
| 2020-12-18 | 2020-12-18 | | 9.979.447(+0,23%) | 144.789(+0,23%) |
| 2020-12-19 | 2020-12-19 | | 10.004.599(+0,25%) | 145.136(+0,24%) |
| 2020-12-20 | 2020-12-20 | | 10.031.223(+0,27%) | 145.477(+0,23%) |
| 2020-12-21 | 2020-12-21 | | 10.055.560(+0,24%) | 145.810(+0,23%) |
| 2020-12-22 | 2020-12-22 | | 10.075.116(+0,19%) | 146.111(+0,21%) |
| 2020-12-23 | 2020-12-23 | | 10.099.066(+0,24%) | 146.444(+0,23%) |
| 2020-12-24 | 2020-12-24 | | 10.123.778(+0,24%) | 146.756(+0,21%) |
| 2020-12-25 | 2020-12-25 | | 10.146.845(+0,23%) | 147.092(+0,23%) |
| 2020-12-26 | 2020-12-26 | | 10.169.118(+0,22%) | 147.343(+0,17%) |
| 2020-12-27 | 2020-12-27 | | 10.187.850(+0,18%) | 147.622(+0,19%) |
| 2020-12-28 | 2020-12-28 | | 10.207.871(+0,2%) | 147.901(+0,19%) |
| 2020-12-29 | 2020-12-29 | | 10.224.303(+0,16%) | 148.153(+0,17%) |
| 2020-12-30 | 2020-12-30 | | 10.244.852(+0,2%) | 148.439(+0,19%) |
| 2020-12-31 | 2020-12-31 | | 10.266.674(+0,21%) | 148.738(+0,2%) |
| 2021-01-01 | 2021-01-01 | | 10.286.709(+0,2%) | 148.994(+0,17%) |
| 2021-01-02 | 2021-01-02 | | 10.305.788(+0,19%) | 149.218(+0,15%) |
| 2021-01-03 | 2021-01-03 | | 10.323.965(+0,18%) | 149.435(+0,15%) |
| 2021-01-04 | 2021-01-04 | | 10.340.469(+0,16%) | 149.649(+0,14%) |
| 2021-01-05 | 2021-01-05 | | 10.356.844(+0,16%) | 149.850(+0,13%) |
| 2021-01-06 | 2021-01-06 | | 10.374.932(+0,17%) | 150.114(+0,18%) |
| 2021-01-07 | 2021-01-07 | | 10.395.278(+0,2%) | 150.336(+0,15%) |
| 2021-01-08 | 2021-01-08 | | 10.413.417(+0,17%) | 150.570(+0,16%) |
| 2021-01-09 | 2021-01-09 | | 10.431.639(+0,17%) | 150.798(+0,15%) |
| 2021-01-10 | 2021-01-10 | | 10.450.284(+0,18%) | 150.999(+0,13%) |
| 2021-01-11 | 2021-01-11 | | 10.466.595(+0,16%) | 151.160(+0,11%) |
| 2021-01-12 | 2021-01-12 | | 10.479.179(+0,12%) | 151.327(+0,11%) |
| 2021-01-13 | 2021-01-13 | | 10.495.147(+0,15%) | 151.529(+0,13%) |
| 2021-01-14 | 2021-01-14 | | 10.512.093(+0,16%) | 151.727(+0,13%) |
| 2021-01-15 | 2021-01-15 | | 10.527.683(+0,15%) | 151.918(+0,13%) |
| 2021-01-16 | 2021-01-16 | | 10.542.841(+0,14%) | 152.093(+0,12%) |
| 2021-01-17 | 2021-01-17 | | 10.557.985(+0,14%) | 152.274(+0,12%) |
| 2021-01-18 | 2021-01-18 | | 10.571.773(+0,13%) | 152.419(+0,1%) |
| 2021-01-19 | 2021-01-19 | | 10.581.837(+0,1%) | 152.556(+0,09%) |
| 2021-01-20 | 2021-01-20 | | 10.595.660(+0,13%) | 152.718(+0,11%) |
| 2021-01-21 | 2021-01-21 | | 10.610.883(+0,14%) | 152.869(+0,1%) |
| 2021-01-22 | 2021-01-22 | | 10.625.428(+0,14%) | 153.032(+0,11%) |
| 2021-01-23 | 2021-01-23 | | 10.639.684(+0,13%) | 153.184(+0,1%) |
| 2021-01-24 | 2021-01-24 | | 10.654.533(+0,14%) | 153.339(+0,1%) |
| 2021-01-25 | 2021-01-25 | | 10.667.736(+0,12%) | 153.470(+0,09%) |
| 2021-01-26 | 2021-01-26 | | 10.676.838(+0,09%) | 153.587(+0,08%) |
| 2021-01-27 | 2021-01-27 | | 10.689.527(+0,12%) | 153.724(+0,09%) |
| 2021-01-28 | 2021-01-28 | | 10.701.193(+0,11%) | 153.847(+0,08%) |
| 2021-01-29 | 2021-01-29 | | 10.720.048(+0,18%) | 154.010(+0,11%) |
| 2021-01-30 | 2021-01-30 | | 10.733.131(+0,12%) | 154.147(+0,09%) |
| 2021-01-31 | 2021-01-31 | | 10.746.183(+0,12%) | 154.274(+0,08%) |
| 2021-02-01 | 2021-02-01 | | 10.757.610(+0,11%) | 154.392(+0,08%) |
| 2021-02-02 | 2021-02-02 | | 10.766.245(+0,08%) | 154.486(+0,06%) |
| 2021-02-03 | 2021-02-03 | | 10.777.284(+0,1%) | 154.596(+0,07%) |
| 2021-02-04 | 2021-02-04 | | 10.790.183(+0,12%) | 154.703(+0,07%) |
| 2021-02-05 | 2021-02-05 | | 10.802.591(+0,11%) | 154.823(+0,08%) |
| 2021-02-06 | 2021-02-06 | | 10.814.304(+0,11%) | 154.918(+0,06%) |
| 2021-02-07 | 2021-02-07 | | 10.826.363(+0,11%) | 154.996(+0,05%) |
| 2021-02-08 | 2021-02-08 | | 10.838.194(+0,11%) | 155.080(+0,05%) |
| 2021-02-09 | 2021-02-09 | | 10.847.304(+0,08%) | 155.158(+0,05%) |
| 2021-02-10 | 2021-02-10 | | 10.858.371(+0,1%) | 155.252(+0,06%) |
| 2021-02-11 | 2021-02-11 | | 10.871.294(+0,12%) | 155.360(+0,07%) |
| 2021-02-12 | 2021-02-12 | | 10.880.603(+0,09%) | 155.447(+0,06%) |
| 2021-02-13 | 2021-02-13 | | 10.892.746(+0,11%) | 155.550(+0,07%) |
| 2021-02-14 | 2021-02-14 | | 10.904.940(+0,11%) | 155.642(+0,06%) |
| 2021-02-15 | 2021-02-15 | | 10.916.589(+0,11%) | 155.732(+0,06%) |
| 2021-02-16 | 2021-02-16 | | 10.925.710(+0,08%) | 155.813(+0,05%) |
| 2021-02-17 | 2021-02-17 | | 10.937.320(+0,11%) | 155.913(+0,06%) |
| 2021-02-18 | 2021-02-18 | | 10.950.201(+0,12%) | 156.014(+0,06%) |
| 2021-02-19 | 2021-02-19 | | 10.963.394(+0,12%) | 156.111(+0,06%) |
| 2021-02-20 | 2021-02-20 | | 10.977.387(+0,13%) | 156.212(+0,06%) |
| 2021-02-21 | 2021-02-21 | | 10.991.651(+0,13%) | 156.302(+0,06%) |
| 2021-02-22 | 2021-02-22 | | 11.005.850(+0,13%) | 156.385(+0,05%) |
| 2021-02-23 | 2021-02-23 | | 11.016.434(+0,1%) | 156.463(+0,05%) |
| 2021-02-24 | 2021-02-24 | | 11.030.176(+0,12%) | 156.567(+0,07%) |
| 2021-02-25 | 2021-02-25 | | 11.046.914(+0,15%) | 156.705(+0,09%) |
| 2021-02-26 | 2021-02-26 | | 11.063.491(+0,15%) | 156.825(+0,08%) |
| 2021-02-27 | 2021-02-27 | | 11.079.979(+0,15%) | 156.938(+0,07%) |
| 2021-02-28 | 2021-02-28 | | 11.096.731(+0,15%) | 157.051(+0,07%) |
| 2021-03-01 | 2021-03-01 | | 11.112.241(+0,14%) | 157.157(+0,07%) |
| 2021-03-02 | 2021-03-02 | | 11.124.527(+0,11%) | 157.248(+0,06%) |
| 2021-03-03 | 2021-03-03 | | 11.139.516(+0,13%) | 157.346(+0,06%) |
| 2021-03-04 | 2021-03-04 | | 11.156.923(+0,16%) | 157.435(+0,06%) |
| 2021-03-05 | 2021-03-05 | | 11.173.761(+0,15%) | 157.548(+0,07%) |
| 2021-03-06 | 2021-03-06 | | 11.192.088(+0,16%) | 157.656(+0,07%) |
| 2021-03-07 | 2021-03-07 | | 11.210.799(+0,17%) | 157.756(+0,06%) |
| 2021-03-08 | 2021-03-08 | | 11.229.398(+0,17%) | 157.853(+0,06%) |
| 2021-03-09 | 2021-03-09 | | 11.244.786(+0,14%) | 157.930(+0,05%) |
| 2021-03-10 | 2021-03-10 | | 11.262.707(+0,16%) | 158.063(+0,08%) |
| 2021-03-11 | 2021-03-11 | | 11.285.561(+0,2%) | 158.189(+0,08%) |
| 2021-03-12 | 2021-03-12 | | 11.308.846(+0,21%) | 158.306(+0,07%) |
| 2021-03-13 | 2021-03-13 | | 11.333.728(+0,22%) | 158.446(+0,09%) |
| 2021-03-14 | 2021-03-14 | | 11.359.048(+0,22%) | 158.607(+0,1%) |
| 2021-03-15 | 2021-03-15 | | 11.385.339(+0,23%) | 158.725(+0,07%) |
| 2021-03-16 | 2021-03-16 | | 11.409.831(+0,22%) | 158.856(+0,08%) |
| 2021-03-17 | 2021-03-17 | | 11.438.734(+0,25%) | 159.044(+0,12%) |
| 2021-03-18 | 2021-03-18 | | 11.474.605(+0,31%) | 159.216(+0,11%) |
| 2021-03-19 | 2021-03-19 | | 11.514.331(+0,35%) | 159.370(+0,1%) |
| 2021-03-20 | 2021-03-20 | | 11.555.284(+0,36%) | 159.558(+0,12%) |
| 2021-03-21 | 2021-03-21 | | 11.599.130(+0,38%) | 159.755(+0,12%) |
| 2021-03-22 | 2021-03-22 | | 11.646.081(+0,4%) | 159.967(+0,13%) |
| 2021-03-23 | 2021-03-23 | | 11.686.796(+0,35%) | 160.166(+0,12%) |
| 2021-03-24 | 2021-03-24 | | 11.734.058(+0,4%) | 160.441(+0,17%) |
| 2021-03-25 | 2021-03-25 | | 11.787.534(+0,46%) | 160.692(+0,16%) |
| 2021-03-26 | 2021-03-26 | | 11.846.652(+0,5%) | 160.949(+0,16%) |
| 2021-03-27 | 2021-03-27 | | 11.908.910(+0,53%) | 161.240(+0,18%) |
| 2021-03-28 | 2021-03-28 | | 11.971.624(+0,53%) | 161.552(+0,19%) |
| 2021-03-29 | 2021-03-29 | | 12.039.644(+0,57%) | 161.843(+0,18%) |
| 2021-03-30 | 2021-03-30 | | 12.095.855(+0,47%) | 162.114(+0,17%) |
| 2021-03-31 | 2021-03-31 | | 12.149.335(+0,44%) | 162.468(+0,22%) |
| 2021-04-01 | 2021-04-01 | | 12.221.665(+0,6%) | 162.927(+0,28%) |
| 2021-04-02 | 2021-04-02 | | 12.303.131(+0,67%) | 163.396(+0,29%) |
| 2021-04-03 | 2021-04-03 | | 12.392.260(+0,72%) | 164.110(+0,44%) |
| 2021-04-04 | 2021-04-04 | | 12.485.509(+0,75%) | 164.623(+0,31%) |
| 2021-04-05 | 2021-04-05 | | 12.589.067(+0,83%) | 165.101(+0,29%) |
| 2021-04-06 | 2021-04-06 | | 12.686.049(+0,77%) | 165.547(+0,27%) |
| 2021-04-07 | 2021-04-07 | | 12.801.785(+0,91%) | 166.177(+0,38%) |
| 2021-04-08 | 2021-04-08 | | 12.928.574(+0,99%) | 166.862(+0,41%) |
| 2021-04-09 | 2021-04-09 | | 13.060.542(+1%) | 167.642(+0,47%) |
| 2021-04-10 | 2021-04-10 | | 13.205.926(+1,1%) | 168.436(+0,47%) |
| 2021-04-11 | 2021-04-11 | | 13.358.805(+1,2%) | 169.275(+0,5%) |
| 2021-04-12 | 2021-04-12 | | 13.527.717(+1,3%) | 170.179(+0,53%) |
| 2021-04-13 | 2021-04-13 | | 13.689.453(+1,2%) | 171.058(+0,52%) |
| 2021-04-14 | 2021-04-14 | | 13.873.825(+1,3%) | 172.085(+0,6%) |
| 2021-04-15 | 2021-04-15 | | 14.074.564(+1,4%) | 173.123(+0,6%) |
| 2021-04-16 | 2021-04-16 | | 14.291.917(+1,5%) | 174.308(+0,68%) |
| 2021-04-17 | 2021-04-17 | | 14.526.609(+1,6%) | 175.649(+0,77%) |
| 2021-04-18 | 2021-04-18 | | 14.788.109(+1,8%) | 177.150(+0,85%) |
| 2021-04-19 | 2021-04-19 | | 15.057.886(+1,8%) | 178.793(+0,93%) |
| 2021-04-20 | 2021-04-20 | | 15.321.089(+1,7%) | 180.530(+0,97%) |
| 2021-04-21 | 2021-04-21 | | 15.616.130(+1,9%) | 182.553(+1,1%) |
| 2021-04-22 | 2021-04-22 | | 15.930.965(+2%) | 184.657(+1,2%) |
| 2021-04-23 | 2021-04-23 | | 16.263.695(+2,1%) | 186.920(+1,2%) |
| 2021-04-24 | 2021-04-24 | | 16.610.481(+2,1%) | 189.544(+1,4%) |
| 2021-04-25 | 2021-04-25 | | 16.960.172(+2,1%) | 192.311(+1,5%) |
| 2021-04-26 | 2021-04-26 | | 17.313.163(+2,1%) | 195.123(+1,5%) |
| 2021-04-27 | 2021-04-27 | | 17.625.735(+1,8%) | 197.880(+1,4%) |
| 2021-04-28 | 2021-04-28 | | 17.997.267(+2,1%) | 201.187(+1,7%) |
| 2021-04-29 | 2021-04-29 | | 18.376.524(+2,1%) | 204.832(+1,8%) |
| 2021-04-30 | 2021-04-30 | | 18.762.976(+2,1%) | 208.330(+1,7%) |
| 2021-05-01 | 2021-05-01 | | 19.164.969(+2,1%) | 211.853(+1,7%) |
| 2021-05-02 | 2021-05-02 | | 19.557.457(+2%) | 215.542(+1,7%) |
| 2021-05-03 | 2021-05-03 | | 19.925.604(+1,9%) | 218.959(+1,6%) |
| 2021-05-04 | 2021-05-04 | | 20.282.833(+1,8%) | 222.408(+1,6%) |
| 2021-05-05 | 2021-05-05 | | 20.665.148(+1,9%) | 226.188(+1,7%) |
| 2021-05-06 | 2021-05-06 | | 21.077.410(+2%) | 230.168(+1,8%) |
| 2021-05-07 | 2021-05-07 | | 21.491.598(+2%) | 234.083(+1,7%) |
| 2021-05-08 | 2021-05-08 | | 21.892.676(+1,9%) | 238.270(+1,8%) |
| 2021-05-09 | 2021-05-09 | | 22.296.414(+1,8%) | 242.362(+1,7%) |
| 2021-05-10 | 2021-05-10 | | 22.662.575(+1,6%) | 246.116(+1,5%) |
| 2021-05-11 | 2021-05-11 | | 22.992.517(+1,5%) | 249.992(+1,6%) |
| 2021-05-12 | 2021-05-12 | | 23.340.938(+1,5%) | 254.197(+1,7%) |
| 2021-05-13 | 2021-05-13 | | 23.703.665(+1,6%) | 258.317(+1,6%) |
| 2021-05-14 | 2021-05-14 | | 24.046.809(+1,4%) | 262.317(+1,5%) |
| 2021-05-15 | 2021-05-15 | | 24.372.907(+1,4%) | 266.207(+1,5%) |
| 2021-05-16 | 2021-05-16 | | 24.683.242(+1,3%) | 270.321(+1,5%) |
| 2021-05-17 | 2021-05-17 | | 24.965.463(+1,1%) | 274.390(+1,5%) |
| 2021-05-18 | 2021-05-18 | | 25.228.100(+1,1%) | 278.151(+1,4%) |
| 2021-05-19 | 2021-05-19 | | 25.496.330(+1,1%) | 283.248(+1,8%) |
| 2021-05-20 | 2021-05-20 | | 25.772.440(+1,1%) | 287.122(+1,4%) |
| 2021-05-21 | 2021-05-21 | | 26.031.991(+1%) | 291.331(+1,5%) |
| 2021-05-22 | 2021-05-22 | | 26.289.290(+0,99%) | 295.525(+1,4%) |
| 2021-05-23 | 2021-05-23 | | 26.530.132(+0,92%) | 299.266(+1,3%) |
| 2021-05-24 | 2021-05-24 | | 26.752.447(+0,84%) | 303.720(+1,5%) |
| 2021-05-25 | 2021-05-25 | | 26.948.874(+0,73%) | 307.231(+1,2%) |
| 2021-05-26 | 2021-05-26 | | 27.157.795(+0,78%) | 311.338(+1,3%) |
| 2021-05-27 | 2021-05-27 | | 27.369.093(+0,78%) | 315.235(+1,3%) |
| 2021-05-28 | 2021-05-28 | | 27.555.457(+0,68%) | 318.895(+1,2%) |
| 2021-05-29 | 2021-05-29 | | 27.729.247(+0,63%) | 322.512(+1,1%) |
| 2021-05-30 | 2021-05-30 | | 27.894.800(+0,6%) | 325.972(+1,1%) |
| 2021-05-31 | 2021-05-31 | | 28.047.534(+0,55%) | 329.100(+0,96%) |
| 2021-06-01 | 2021-06-01 | | 28.175.044(+0,45%) | 331.895(+0,85%) |
| 2021-06-02 | 2021-06-02 | | 28.307.832(+0,47%) | 335.102(+0,97%) |
| 2021-06-03 | 2021-06-03 | | 28.441.986(+0,47%) | 337.989(+0,86%) |
| 2021-06-04 | 2021-06-04 | | 28.574.350(+0,47%) | 340.702(+0,8%) |
| 2021-06-05 | 2021-06-05 | | 28.694.879(+0,42%) | 344.082(+0,99%) |
| 2021-06-06 | 2021-06-06 | | 28.809.339(+0,4%) | 346.759(+0,78%) |
| 2021-06-07 | 2021-06-07 | | 28.909.975(+0,35%) | 349.186(+0,7%) |
| 2021-06-08 | 2021-06-08 | | 28.996.473(+0,3%) | 351.309(+0,61%) |
| 2021-06-09 | 2021-06-09 | | 29.089.069(+0,32%) | 353.528(+0,63%) |
| 2021-06-10 | 2021-06-10 | | 29.183.121(+0,32%) | 359.676(+1,7%) |
| 2021-06-11 | 2021-06-11 | | 29.274.823(+0,31%) | 363.079(+0,95%) |
| 2021-06-12 | 2021-06-12 | | 29.359.155(+0,29%) | 367.081(+1,1%) |
| 2021-06-13 | 2021-06-13 | | 29.439.989(+0,28%) | 370.384(+0,9%) |
| 2021-06-14 | 2021-06-14 | | 29.510.410(+0,24%) | 374.305(+1,1%) |
| 2021-06-15 | 2021-06-15 | | 29.570.881(+0,2%) | 377.031(+0,73%) |
| 2021-06-16 | 2021-06-16 | | 29.633.105(+0,21%) | 379.573(+0,67%) |
| 2021-06-17 | 2021-06-17 | | 29.700.313(+0,23%) | 381.903(+0,61%) |
| 2021-06-18 | 2021-06-18 | | 29.762.793(+0,21%) | 383.490(+0,42%) |
| 2021-06-19 | 2021-06-19 | | 29.823.546(+0,2%) | 385.137(+0,43%) |
| 2021-06-20 | 2021-06-20 | | 29.881.965(+0,2%) | 386.713(+0,41%) |
| 2021-06-21 | 2021-06-21 | | 29.935.221(+0,18%) | 388.135(+0,37%) |
| 2021-06-22 | 2021-06-22 | | 29.977.861(+0,14%) | 389.302(+0,3%) |
| 2021-06-23 | 2021-06-23 | | 30.028.709(+0,17%) | 390.660(+0,35%) |
| 2021-06-24 | 2021-06-24 | | 30.082.778(+0,18%) | 391.981(+0,34%) |
| 2021-06-25 | 2021-06-25 | | 30.134.445(+0,17%) | 393.310(+0,34%) |
| 2021-06-26 | 2021-06-26 | | 30.183.143(+0,16%) | 394.493(+0,3%) |
| 2021-06-27 | 2021-06-27 | | 30.233.183(+0,17%) | 395.751(+0,32%) |
| 2021-06-28 | 2021-06-28 | | 30.279.331(+0,15%) | 396.730(+0,25%) |
| 2021-06-29 | 2021-06-29 | | 30.316.897(+0,12%) | 397.637(+0,23%) |
| 2021-06-30 | 2021-06-30 | | 30.362.848(+0,15%) | 398.454(+0,21%) |
| 2021-07-01 | 2021-07-01 | | 30.411.634(+0,16%) | 399.459(+0,25%) |
| 2021-07-02 | 2021-07-02 | | 30.458.251(+0,15%) | 400.312(+0,21%) |
| 2021-07-03 | 2021-07-03 | | 30.502.362(+0,14%) | 401.050(+0,18%) |
| 2021-07-04 | 2021-07-04 | | 30.545.433(+0,14%) | 402.005(+0,24%) |
| 2021-07-05 | 2021-07-05 | | 30.585.229(+0,13%) | 402.728(+0,18%) |
| 2021-07-06 | 2021-07-06 | | 30.619.932(+0,11%) | 403.281(+0,14%) |
| 2021-07-07 | 2021-07-07 | | 30.663.665(+0,14%) | 404.211(+0,23%) |
| 2021-07-08 | 2021-07-08 | | 30.709.557(+0,15%) | 405.028(+0,2%) |
| 2021-07-09 | 2021-07-09 | | 30.752.950(+0,14%) | 405.939(+0,22%) |
| 2021-07-10 | 2021-07-10 | | 30.795.716(+0,14%) | 407.145(+0,3%) |
| 2021-07-11 | 2021-07-11 | | 30.837.222(+0,13%) | 408.040(+0,22%) |
| 2021-07-12 | 2021-07-12 | | 30.873.916(+0,12%) | 408.792(+0,18%) |
| 2021-07-13 | 2021-07-13 | | 30.904.734(+0,1%) | 410.816(+0,5%) |
| 2021-07-14 | 2021-07-14 | | 30.945.748(+0,13%) | 411.441(+0,15%) |
| 2021-07-15 | 2021-07-15 | | 30.986.807(+0,13%) | 412.019(+0,14%) |
| 2021-07-16 | 2021-07-16 | | 31.025.878(+0,13%) | 412.563(+0,13%) |
| 2021-07-17 | 2021-07-17 | | 31.063.995(+0,12%) | 413.123(+0,14%) |
| 2021-07-18 | 2021-07-18 | | 31.105.278(+0,13%) | 413.640(+0,13%) |
| 2021-07-19 | 2021-07-19 | | 31.143.608(+0,12%) | 414.141(+0,12%) |
| 2021-07-20 | 2021-07-20 | | 31.173.028(+0,09%) | 414.513(+0,09%) |
| 2021-07-21 | 2021-07-21 | | 31.215.156(+0,14%) | 418.511(+0,96%) |
| 2021-07-22 | 2021-07-22 | | 31.256.839(+0,13%) | 419.021(+0,12%) |
| 2021-07-23 | 2021-07-23 | | 31.291.706(+0,11%) | 419.502(+0,11%) |
| 2021-07-24 | 2021-07-24 | | 31.331.207(+0,13%) | 420.044(+0,13%) |
| 2021-07-25 | 2021-07-25 | | 31.371.493(+0,13%) | 420.585(+0,13%) |
| 2021-07-26 | 2021-07-26 | | 31.409.672(+0,12%) | 420.996(+0,1%) |
| 2021-07-27 | 2021-07-27 | | 31.440.492(+0,1%) | 421.414(+0,1%) |
| 2021-07-28 | 2021-07-28 | | 31.483.463(+0,14%) | 422.055(+0,15%) |
| 2021-07-29 | 2021-07-29 | | 31.526.628(+0,14%) | 422.695(+0,15%) |
| 2021-07-30 | 2021-07-30 | | 31.571.299(+0,14%) | 423.244(+0,13%) |
| 2021-07-31 | 2021-07-31 | | 31.612.798(+0,13%) | 423.842(+0,14%) |
| 2021-08-01 | 2021-08-01 | | 31.654.741(+0,13%) | 424.384(+0,13%) |
| 2021-08-02 | 2021-08-02 | | 31.695.370(+0,13%) | 424.808(+0,1%) |
| Nguồn: Bộ Y tế và Phúc lợi Gia đình | | | | |

Biện pháp bảo vệ lần đầu tiên được áp dụng vào tháng 1 năm 2020. Chính phủ Ấn Độ đã ban hành một tư vấn du lịch cho công dân của mình, đặc biệt là đối với Vũ Hán, nơi có khoảng 500 sinh viên y khoa Ấn Độ theo học. Nó đã chỉ đạo bảy sân bay quốc tế lớn để thực hiện sàng lọc nhiệt của hành khách đến từ Trung Quốc.
Vào ngày 30 tháng 1, trường hợp đầu tiên của đất nước được xác nhận ở một sinh viên đã trở về từ Đại học Vũ Hán đến Kerala. Vào ngày 2 tháng 2, một trường hợp thứ hai đã được xác nhận tại Kerala; cá nhân đi du lịch thường xuyên giữa Ấn Độ và Trung Quốc. Vào ngày 3 tháng 2, trường hợp dương tính thứ ba đã được báo cáo ở Kasargod, Kerala. Bệnh nhân đã đi từ Vũ Hán. Cả ba đều đã hồi phục sau khi bị nhiễm trùng.
105 người đã được cách ly trên khắp Maharashtra vì có thể phơi nhiễm với virus, bốn người trong số họ đã bị theo dõi, kể từ ngày 1 tháng 3, phần còn lại đã được xuất viện. Một trường hợp nghi ngờ khác đã được phát hiện tại sân bay Mumbai vào ngày 1 tháng 3.
Sau đó vào ngày 2 tháng 3, Bộ Y tế đã báo cáo thêm hai trường hợp được xác nhận: một người đàn ông 45 tuổi ở Delhi, người đã trở về từ Ý và một kỹ sư 24 tuổi ở Hyderabad, người có lịch sử du lịch với Các Tiểu vương quốc Ả Rập Thống nhất. Ngoài ra, một công dân Ý ở Jaipur, người trước đó đã được xét nghiệm âm tính, đã được xét nghiệm dương tính với coronavirus, tổng cộng có sáu trường hợp được xác nhận tại nước này.
80 người có liên hệ với cá nhân ở thành phố Hyderabad, bao gồm cả những hành khách xe buýt từ Bangalore, đã bị chính phủ theo dõi và bị theo dõi. Các quan chức của Chính phủ Telangana tuyên bố rằng 36 người đã tiếp xúc với kỹ sư ở Hyderabad đã phát triển các triệu chứng coronavirus. Một nhân viên của Intel ở Bangalore, người đã tiếp xúc với anh ta đã bị cách ly. Mười lăm thành viên phi hành đoàn của chuyến bay Air India, đã chở người đàn ông Delhi từ Vienna, bị cách ly trong 14 ngày, trong khi sáu thành viên gia đình của anh ta ở Agra bị cách ly. Nhân viên của một nhà hàng ở Delhi, nơi ông đã ăn tối vào ngày 28 tháng 2 đã được yêu cầu tự cách ly trong hai tuần, và hai trường học ở Noida có học sinh tham dự bữa tiệc sinh nhật của con ông đã bị đóng cửa trong một tuần.
Vào ngày 3 tháng 3, vợ của du khách người Ý ở Jaipur cũng cho kết quả dương tính và mẫu của cô đã được gửi đến Pune để xác nhận. Tổng cộng có 24 người (21 người Ý và 3 người Ấn Độ) cư trú tại một khách sạn ở Nam Delhi đã được chuyển đến một trại ITBP để thử nghiệm. Vào ngày 4 tháng 3 năm 16 người trong số họ (15 người Ý và 1 người Ấn Độ) đã cho kết quả dương tính với coronavirus, theo thông báo của Viện Khoa học Y tế All India, New Delhi. Sáu thành viên gia đình của vụ án Delhi ở Agra được xác nhận là bị nhiễm virut. Một nhân viên của Paytm ở Gurgaon, người vừa trở về sau kỳ nghỉ ở Ý, đã thử nghiệm tích cực, đưa số trường hợp lên 29.
459 hành khách đã được chiếu ở Kochi, những người trên tàu du lịch sang trọng của Ý 'Costa Victoria'.
Vào ngày 5 tháng 3, một người đàn ông trung niên ở Ghaziabad có lịch sử du lịch với Iran đã thử nghiệm tích cực. Về mặt sau của các trường hợp mới được xác nhận tại Khu vực Thủ đô Quốc gia Delhi, Chính phủ Delhi tuyên bố rằng tất cả các trường tiểu học trên khắp Delhi sẽ đóng cửa cho đến ngày 31 tháng 3 để đề phòng.

## Phản ứng

### Hạn chế đi lại và nhập cảnh
Vào ngày 4 tháng 3 năm 2020, Bộ trưởng Bộ Y tế và Phúc lợi gia đình, Tiến sĩ Harsh Vardhan, đã công bố sàng lọc bắt buộc tất cả các hành khách quốc tế đến Ấn Độ. Ông cũng nói rằng cho đến nay, 589.000 người đã được kiểm tra tại các sân bay, hơn một triệu người được sàng lọc ở biên giới với Nepal và khoảng 27.000 người hiện đang bị giám sát bởi cộng đồng. Chính phủ cũng sẽ bắt đầu sàng lọc phổ quát cho tất cả hành khách bay vào Ấn Độ từ nước ngoài. Trước đó, chỉ có hành khách đến từ Trung Quốc, Hồng Kông, Nhật Bản, Hàn Quốc, Thái Lan, Singapore, Nepal, Indonesia, Việt Nam và Malaysia đã được kiểm tra.

### Sơ tán
Bộ Ngoại giao Dưới thời Bộ trưởng Tiến sĩ S. Jaishankar, Air India và Không quân Ấn Độ đã thành công trong việc sơ tán nhiều công dân Ấn Độ và một số công dân nước ngoài khỏi các khu vực nhiễm virus.
- Vào ngày 1 tháng 2, Ấn Độ đã sơ tán 324 người trong đó bao gồm ba trẻ vị thành niên, 211 sinh viên và 110 chuyên gia làm việc từ khu vực Vũ Hán trong chuyến di tản đầu tiên của Air India.[36][37]
- Vào ngày 2 tháng 2, Ấn Độ đã sơ tán một chuyến bay thứ hai của Air India mang theo 323 người Ấn Độ và bảy người Maldives từ khu vực Vũ Hán.[38][39]
- Vào ngày 7 tháng 2, Brazil đã sơ tán 34 người Brazil, bốn người Ba Lan, một người Trung Quốc và quốc tịch Ấn Độ từ Vũ Hán bằng máy bay của Không quân.[40]
- Vào ngày 27 tháng 2, Không quân Ấn Độ đã sơ tán 112 người từ Vũ Hán, bao gồm 76 người quốc tịch Ấn Độ và 36 người nước ngoài (23 người Bangladesh, 6 người Trung, 2 người Myanmar và Maldives và một người Nam Phi, Mỹ và Madagascar). Đây là chuyến bay sơ tán thứ ba do Ấn Độ gửi đến Vũ Hán. Ấn Độ cũng cung cấp 15 tấn hỗ trợ y tế bao gồm khẩu trang, găng tay và các thiết bị y tế khẩn cấp khác cho Trung Quốc trong cùng chuyến bay của IAF.[41][42]

## Những trò lừa bịp và thông tin sai lệch
Mặc dù có bằng chứng ngược lại, một tin đồn lan truyền trên mạng với cáo buộc rằng chỉ những người ăn thịt mới bị ảnh hưởng bởi coronavirus, khiến "#NoMeat_NoCoronaVirus" trở thành xu hướng trên Twitter. Để hạn chế những tin đồn này và chống lại sự sụt giảm doanh số, một số hiệp hội ngành công nghiệp gia cầm đã tổ chức một "Gà và Trứng Mela" ở Hyderabad. Một số bộ trưởng nhà nước Telangana đã tham dự và ăn một số trứng và gà rán miễn phí được phân phối tại sự kiện này để thể hiện sự ủng hộ của họ đối với ngành công nghiệp.
Một số chính trị gia như Swami Chakrapani và Suman Haripriya tuyên bố rằng uống nước tiểu bò và bôi phân bò lên cơ thể có thể chữa khỏi coronavirus. Nhà khoa học trưởng của WHO Soumya Swaminathan đã xóa bỏ những tuyên bố như vậy và chỉ trích những chính trị gia này đã truyền bá thông tin sai lệch.

## Ảnh hưởng kinh tế
Vào ngày 2 tháng 3, BSE SENSEX đã chứng kiến một vụ tai nạn chớp nhoáng ở mặt sau thông báo của Bộ Y tế về hai trường hợp được xác nhận mới. Một báo cáo của Liên Hợp Quốc ước tính tác động thương mại trị giá 349 triệu đô la Mỹ đối với Ấn Độ do sự bùng phát, khiến Ấn Độ trở thành một trong 15 nền kinh tế bị ảnh hưởng nặng nhất trên toàn thế giới.